# Alpha (finance)
Pour les articles homonymes, voir Alpha (homonymie).
L'alpha est, en finance, une mesure du retour actif sur un investissement par rapport à un marché financier. L'alpha fait partie des indicateurs utilisés par le modèle d'évaluation des actifs financiers moderne.

## Historique
L'indicateur alpha est créé par Michael Jensen, alors doctorat en économie à l'université de Chicago, dans un article publié dans The Journal of Finance en 1968. La science économique s'est par la suite emparée du sujet et des travaux sur l'alpha ont été publiés dans les décennies suivantes. Durant les années 2000, des études (par exemple, Kosowski et al., 2006 et Wermers, 2000) montrent que les gestionnaires de fonds qui obtiennent des alpha positifs de manière permanente réussissent grâce à des stratégies d'investissement bien calibrées et non pas par le hasard.

## Concept
L'alpha est un indicateur utilisé en finance pour mesurer le revenu d'un investissement par rapport à un indicateur de référence, qui est généralement le marché sur lequel l'investissement a été réalisé. Le retour sur investissement qui est mesuré est le retour actif, c'est-à-dire le retour dû à une stratégie d'investissement et non à un investissement passif. Une stratégie sous-performante est celle qui aboutit à un alpha négatif.
Les fonds d'investissement fixent un objectif d'alpha afin de clarifier aux yeux de leurs actionnaires leur objectif financier. Les stratégies mises en place par les fonds visent à générer un alpha le plus élevé possible.
Mathématiquement, l'alpha est la différence entre le retour effectif d'un investissement et le retour anticipé sur la base du coefficient bêta de la stratégie par rapport au marché. Un alpha de 0,10 traduit une stratégie dont le retour a été supérieur à celui du marché de 10%. Théoriquement, si un gestionnaire de fonds exploite toutes les opportunités d'investissement qui se présentent à lui de manière efficiente, alors l'alpha d'un portefeuille est proportionnel à la racine carrée du nombre d'opportunités d'investissement. Cela signifie qu'un alpha élevé est plus facilement atteignable en diversifiant ses investissements dans des actifs différents.
Le retour sur investissement d'un portefeuille est égal à : {\displaystyle {Rf+(Rb-Rf)+\alpha }\,}, où {\displaystyle {Rf}} est le taux sans risque, {\displaystyle {Rb}} est le retour d'un indice boursier de référence, et {\displaystyle {\alpha }} est le retour lié à la performance du fonds.
L'alpha est utilisé de manière concurrente au ratio de Sharpe. Là où ce dernier mesure le risque en se basant sur l'écart type des retours sur investissement, l'alpha se base sur le beta. L'alpha est la part du retour sur investissement supérieur au marché qui ne peut pas être expliqué par le beta.